# 신안항
신안항(新雁港)은 경기도 김포시 대곶면 신안리에 있는 어항이다. 2008년 12월 29일 어촌정주어항으로 지정되었다. 시설관리자는 김포시장이다.

## 어항 연혁
- 1914년 행정구역을 개편하면서 상신촌의 신(新)과 안행동의 안(雁)을 합해 신안리(新雁里)라 불리게 되었다.

## 어항구역
본 항의 어항구역은 다음과 같다.
- 수역: 남서측 50m지점에서 북서축방향으로 직각인 115m지점으로 이동하고, 직각인 북동측방향으로 250m지점으로 이동하고, 직각인 남동측방향으로 130m지점 이동하여 해안선과 접촉한 지점 선내의 구역(37,000m2)[1]

## 어항 시설
- 물양장 10m, 호안 55m, 선양장 60m

## 주요 어종
- 꽃게, 주꾸미, 삼식이, 망둑어, 새우 등